# Westerstadshamrik
Het Westerstadshamrik is de benaming voor verschillende historische gebieden rond de Nederlandse stad Groningen, die elk op een andere plek lagen. Het eerste gebied lag ten noorden van de stad, het tweede ten westen en het derde ten zuiden:
1. De hamrikken van de stad Groningen lagen van oudsher tussen de natuurlijke grenzen van de Hunze en de A. Het oorspronkelijke Westerstadshamrik lag rond de noordzijde van de Hondsrug en ten noorden van het Oosterstadshamrik. De grens lag bij de Korreweg. Aan westzijde vormde het Reitdiep of Westerdiep de scheiding met Lieuwerderwolde. Dit Westerstadshamrik komt voor het eerst voor in de bronnen in 1332. Aanvankelijk vond de afwatering van dit gebied plaats via het westen, maar in 1434 werd het ingelaten bij het Scharmerzijlvest en verliep de afwatering naar het noordoosten via het Damsterdiep naar de Eems.[1]
2. Vanaf de 16e eeuw komt een tweede Westerstadshamrik voor onder de landerijen van Hoogkerk ten westen van het Reitdiep. Dit Westerstadshamrik bestond uit twee schepperijen en was onderdeel van het Aduarderzijlvest. Het grensde in het zuiden aan oostzijde aan het Hoornsediep en omvatte ook Neerwolde.[2] Het vormde deels onderdeel van de stadsvrijheid (stadstafel).[1]
3. In 1857 ging de naam Westerstadshamrik over op een nieuwe molenpolder (later waterschap) ten oosten van het Hoornsediep[3], die in 1858 formeel werd opgericht. Het schap was ten zuiden van de stadswallen gelegen tussen de Hondsrug (de Oosterweg) en het Noord-Willemskanaal. De zuidgrens lag bij het Helperdiep (N7). De molen van het waterschap sloeg uit op het Noord-Willemskanaal, even ten noorden van de Zaanstraat. Na de aanleg van het station Groningen met bijbehorend emplacement werden deze landerijen onttrokken aan het waterschap. De stad groeide in die tijd snel naar het zuiden en ten tijde van het ontwikkelen van het Plan van Uitleg werd in 1899 besloten om het schap op te heffen en de gronden over te dragen aan de stad Groningen. De opheffing trad in 1904 in werking met een GS-besluit.[4] Geertsema besteedt slechts in een voetnoot aandacht aan deze polder en meldt dat het waterschap ten tijde van de uitgave van zijn boek (1910) alle taken heeft overgedragen aan de gemeente Groningen.[5][6] Waterstaatkundig gezien ligt dit gebied sinds 2000 binnen dat van het waterschap Hunze en Aa's.